# Грифель, Маруха
Мария Мартинес Грифель, более известная как Маруха Грифель (исп. María Martínez Grifell, mas conocido como Maruja Grifell) (6 февраля 1907, Тампико, Тамаулипас, Мексика — 26 марта 1968, Мехико, Мексика) — мексиканская актриса театра и кино, внёсшая огромный вклад в историю мексиканского кинематографа — 108 ролей в кино и телесериалах.

## Биография
Родилась 6 февраля 1907 года в Тампико в семье Франсиско Мартинеса де Буханды и Пруденсии Грифель. Оба родителя были актёрами. В мексиканском театрен дебютировала в 1922 году, а в мексиканском кинематографе дебютировала в 1932 году и с тех пор снялась в 108 работах в кино и телесериалах. В 1929 году актриса возглавила театральную труппу, которая долгое время ставила спектакли в театре Вирджинии Фабрегас, а затем ездила по всей Мексике с гастролями.
Скончалась 26 марта 1968 года в Мехико. Похоронена на кладбище Пантеон. Её родная мама, Пруденсия Грифель пережила свою дочь на два года.

## Фильмография

### Телесериалы
- 1959 —
  - Тереса — Крёстная мама Тересы.
  - Узы любви
- 1960 — Там, где рождается грусть
- 1962 — Пленница — София.
- 1963 — Изменница
- 1967 — Возвышенная любовь

### Фильмы
- 1932 — Да здравствует Мексика! — Румбера (нет в титрах).
- 1946 — Другая — Прислуга#1 (нет в титрах).